# Liste der denkmalgeschützten Objekte in Schlaiten
Die Liste der denkmalgeschützten Objekte in Schlaiten enthält die 5 unbeweglichen denkmalgeschützten Objekte der Gemeinde Schlaiten im Bezirk Lienz (Tirol).

## Denkmäler
| Foto |                 | Denkmal | Standort                                 | Beschreibung | Metadaten |
| ---- | --------------- | --- | ---------------------------------------- | --- | --- |
| ja   | Datei hochladen | Kriegergedächtniskapelle zu Unserer Lieben Frau Mariae Schmerzen HERIS-ID: 6732 Objekt-ID: 2614 TKK: 18914 | neben Gonzach 35 Standort KG: Schlaiten  | Die Kriegergedächtniskapelle wurde 1922 als Dankabstattung in gotisierender Form an der Straße nach Schlaiten errichtet. Das Gemälde des Altars zeigt die Schmerzhafte Mutter Gottes. | BDA-Hist.: Q37927152 Status: § 2a Stand der BDA-Liste: 2025-06-30 Name: Kriegergedächtniskapelle zu Unserer Lieben Frau Mariae Schmerzen GstNr.: .119 Kriegerkapelle Gonzach |
| ja   | Datei hochladen | Kapelle hll. Chrysanth und Daria HERIS-ID: 6731 Objekt-ID: 2613 TKK: 18915                                 | bei Göriach 151 Standort KG: Schlaiten   | Die Kapelle zu den heiligen Chrysanth und Daria wurde ab 1860 errichtet und verfügt über einen neuromanischen Hochaltar aus der Zeit um 1888, wobei das Altarblatt Schlaiten, die heiligen Chrysanth und Daria sowie die heilige Dreifaltigkeit zeigt.                                                                | BDA-Hist.: Q37927062 Status: Bescheid Stand der BDA-Liste: 2025-06-30 Name: Kapelle hll. Chrysanth und Daria GstNr.: .85/3 Saints Chrysanthus and Daria Church (Schlaiten)   |
| ja   | Datei hochladen | Wohnhaus des Paarhofes Gridling, ehem. Knappenhaus HERIS-ID: 6737 Objekt-ID: 2619 TKK: 18902               | Göriach 153 Standort KG: Schlaiten       | Das Wohnhaus der Paarhofes Grindling geht mit lediglich geringfügigen Veränderungen auf ein Knappenhaus aus dem 16. Jahrhundert zurück. | BDA-Hist.: Q37927334 Status: Bescheid Stand der BDA-Liste: 2025-06-30 Name: Wohnhaus des Paarhofes Gridling, ehem. Knappenhaus GstNr.: .86/1                                 |
| ja   | Datei hochladen | Kath. Pfarrkirche hl. Paulus HERIS-ID: 6729 Objekt-ID: 2611 TKK: 17676                                     | bei Mesnerdorf 71 Standort KG: Schlaiten | Die Pfarrkirche Schlaiten geht auf einen romanischen Vorgängerbau zurück, dessen Apsidensaal 1987 bei Grabungen freigelegt wurde. Der gotische Nachfolgebau wurde erstmals 1458 mit einer Urkunde belegt. Mitte des 17. Jahrhunderts erfolgte ein Umbau, das Innere wurde über die Jahrhunderte mehrmals umgestaltet. | BDA-Hist.: Q37926870 Status: § 2a Stand der BDA-Liste: 2025-06-30 Name: Kath. Pfarrkirche hl. Paulus GstNr.: .26, 262 Pfarrkirche Schlaiten                                  |
| ja   | Datei hochladen | Friedhof HERIS-ID: 6730 Objekt-ID: 2612 TKK: 18917                                                         | bei Mesnerdorf 71 Standort KG: Schlaiten | Der Friedhof der Gemeinde Schlaiten wurde um die Pfarrkirche angelegt. Er beherbergt zahlreiche schmiedeeiserne Kreuze und verfügt zudem über einen Arkadengang (Nothelfergang) mit 15 rundbogig geschlossenen Nischen, die Figuren der 14 Nothelfer und des heiligen Paulus aus dem 18. Jahrhundert beherbergen.     | BDA-Hist.: Q37926964 Status: § 2a Stand der BDA-Liste: 2025-06-30 Name: Friedhof GstNr.: 262, .25 Friedhof Schlaiten                                                         |